# Eleições parlamentares europeias de 1994 (Luxemburgo)
As eleições parlamentares europeias de 1994 no Luxemburgo foram realizadas a 12 de junho para eleger os 6 assentos do país para o Parlamento Europeu.

## Resultados Nacionais
| Partido                 | Partido                                      | Votos     | %               | +/-  | Deputados | +/-     |
| ----------------------- | -------------------------------------------- | --------- | --------------- | ---- | --------- | ------- |
|                         | Partido Popular Social Cristão               | 319 462   | 31,50 / 100,00  | 3,37 | 2 / 6     | 1       |
|                         | Partido Operário Socialista                  | 251 500   | 24,80 / 100,00  | 0,65 | 2 / 6     | Estável |
|                         | Partido Democrata                            | 190 997   | 18,83 / 100,00  | 1,12 | 1 / 6     | Estável |
|                         | Os Verdes                                    | 110 888   | 10,93 / 100,00  | 0,47 | 1 / 6     | 1       |
|                         | Comité pela Democracia e Justiça das Pensões | 70 470    | 6,94 / 100,00   | Novo | 0 / 6     | Novo    |
|                         | Movimento Nacional                           | 24 141    | 2,38 / 100,00   | 0,52 | 0 / 6     | Estável |
|                         | Partido Comunista                            | 16 559    | 1,63 / 100,00   | 3,08 | 0 / 6     | Estável |
|                         | Grupo pela Soberania Luxemburguesa           | 12 091    | 1,19 / 100,00   | Novo | 0 / 6     | Novo    |
|                         | Outros                                       | 18 186    | 1,79 / 100,00   |      | 0 / 6     |         |
| Votos expressos         | Votos expressos                              | 1 014 294 |                 |      |           |         |
| Total                   | Total                                        | 198 370   | 100,00 / 100,00 |      | 6 / 6     |         |
| Eleitorado/Participação | Eleitorado/Participação                      | 224 031   | 88,55 / 100,00  | 1,15 |           |         |